# إريك إلدريد
اريك إلدريد (بالإنجليزية: Eric Eldred)‏ هو ناشر أمريكي، ولد في 1943.